# Franklin J. Schaffner
Franklin James Schaffner (30. května 1920, Tokio Japonsko – 2. července 1989, Santa Monica) byl americký režisér.

## Kariéra
Začínal ve společnosti CBS, kde začal režírovat televizní filmy a seriály. Svůj první celovečerní film natočil roku 1963. Z jeho raných prací vyniká především politické drama Ten nejlepší (1964), historický snímek Válečník (1965) a thriller Dvojník (1967). V roce 1968 natočil jeden z nejznámějších sci-fi filmů všech dob. Planeta opic se stala úspěšným hitem, který Schaffnerovi zajistil nemalé uznání. Jeho dalším režijním počinem se v roce 1970 stal velkofilm Generál Patton, který získal 7 Oscarů, včetně nejdůležitějších – Nejlepší film, Nejlepší režie, Nejlepší herec v hlavní roli.
Celá 70. léta se pak dají označit za Schaffnerovy zlaté časy. V této době natočil takové filmy jako Mikuláš a Alexandra (1971), dobrodružný snímek Motýlek (1973), adaptaci knihy Ernesta Hemingwaye Ostrovy uprostřed proudu (1977) nebo adaptaci knihy Iry Levina Hoši z Brazílie (1978).
V osmdesátých letech natočil např. film Sfinga (1981) či komedii Ano, Giorgio (1982) s Lucinem Pavarottim v hlavní roli. Oba tyto filmy propadly, čímž silně utrpěla Schafnnerova pověst.
Franklin J. Schaffner zemřel 2. července 1989 ve věku 69 let na rakovinu plic v nemocnici v Santa Monice.